# Persoonia striata
Persoonia striata är en tvåhjärtbladig växtart som beskrevs av Robert Brown. Persoonia striata ingår i släktet Persoonia och familjen Proteaceae. Inga underarter finns listade i Catalogue of Life.